# Bereh, Dubno
Bereh (în ucraineană Берег) este localitatea de reședință a comunei Bereh din raionul Dubno, regiunea Rivne, Ucraina.

## Demografie
Componența lingvistică a localității Bereh
     Ucraineană (99,55%)
     Alte limbi (0,45%)
Conform recensământului din 2001, majoritatea populației localității Bereh era vorbitoare de ucraineană (99,55%), existând în minoritate și vorbitori de alte limbi.